# Lumen Technologies
A Lumen Technologies, Inc. (anteriormente CenturyLink, Inc. ) é uma empresa americana de telecomunicações com sede em Monroe, Louisiana. Ela oferece soluções de comunicação, rede, segurança, serviços em nuvem, voz e gestão de serviços por meio de suas infraestruturas de fibra óptica e cobre, além de seus data centers e plataformas de computação em nuvem. A empresa passou a integrar o índice S&P 600 após sua exclusão do S&P 500 em março de 2023.
Entre seus serviços de comunicação estão voz local e de longa distância, acesso à internet de banda larga, Multiprotocol Label Switching (MPLS), linhas privadas (incluindo acesso dedicado), conexões Ethernet, hospedagem convencional e em nuvem (com hospedagem gerenciada), integração de dados, transmissão de vídeo, acesso público à rede, Voice over Internet Protocol (VoIP), tecnologia da informação e outras soluções .

## História
A antecessora mais antiga da Lumen foi a Oak Ridge Telephone Company em Oak Ridge, Louisiana, que era propriedade de FE Hogan Sr. Em 1930, Hogan vendeu a empresa, com 75 assinantes pagos, para William Clarke e Marie Williams, por US$ 500. Em 1946, Clarke McRae Williams recebeu a propriedade da companhia telefônica da família como presente de casamento. Clarke comprou a Marion Telephone Company e eventualmente fez dela sua base de operações enquanto expandia sua empresa por meio de mais aquisições. A empresa permaneceu como um negócio familiar até ser incorporada em 1968. Abriu o capital em 1978.

## Produtos e serviços
Os produtos e serviços atuais da Lumen concentram-se em três segmentos: negócios empresariais, pequenas empresas e residenciais.

### Negócios empresariais Lumen
Lumen Enterprise Business fornece produtos e serviços em torno de rede, nuvem, segurança, voz e serviços gerenciados para clientes empresariais. Os serviços de rede da Lumen incluem SD-WAN, MPLS/IPVPN, WAN híbrido, Ethernet, acesso à Internet, serviços de comprimento de onda, fibras escuras e linhas privadas. Lumen Cloud fornece big data como serviço, Internet das Coisas (IoT), gerenciamento de multi-nuvem, nuvem privada, nuvem pública, metal nu, aplicativos SaaS e conexão em nuvem. A Lumen Security monitora mais de um bilhão de eventos de segurança diariamente. Os serviços incluem: nuvem, infraestrutura, DDoS, aplicação web, e-mail e segurança web. A empresa também fornece análise e gerenciamento de ameaças, suporte ao risco e ao cumprimento, e laboratórios de pesquisa de ameaças. Os serviços gerenciados da Lumen incluem serviços profissionais avançados, consultoria de TI e parcerias estratégicas.

## Direitos de nomeação e patrocínios

### Direitos de nomeação de local

#### Atual
- Lumen Field – Seattle, Washington (antigo Seahawks Stadium, Qwest Field e CenturyLink Field )

#### Antigo
- CenturyLink Arena Boise – Boise, Idaho (agora Idaho Central Arena, anteriormente Bank of America Centre e Qwest Arena )
- CenturyLink Center – Bossier City, Louisiana (agora Brookshire Grocery Arena, anteriormente Bossier City Arena e CenturyTel Center )
- CenturyLink Center Omaha – Omaha, Nebraska (agora CHI Health Center Omaha, anteriormente Qwest Center Omaha )

- Denver Broncos[11]
- Orlando Magic[11]
- Idaho Steelheads[11]
- Seattle Seahawks[11]
- Texas Rangers
- Tampa Bay Buccaneers
- Minnesota Vikings[11]
- Portland Trail Blazers[11]
- ULM[11]
- Tecnologia de Los Angeles